# فريدريك هندريك، أمير أورانج
فريدريك هندريك (Frederik Hendrik) (دلفت 29 يناير 1584 - لاهاي 14 آذار 1647)، من عائلة أوراني - ناساو، كان قائد البلاد وكابتن- جنرال وأدميرال-جنرال لجمهورية هولندا.
في 29 يناير 1584 ولد فريدريك هندريك في مدينة دلفت وتعمد في الكنيسة الجديدة في 12 حزيران. والداه هما فيلم الكتوم ولويز دي كوليجني الزوجة الرابعة والأخيرة لفيلم.

## روابط خارجية
- فريدريك هندريك فان اورانيه على موقع الموسوعة البريطانية (الإنجليزية)